# Księgowanie (rachunkowość)
Księgowanie – dokonywanie zapisów w księgach rachunkowych.
Zapisy dotyczą zaszłości gospodarczych mających wpływ na zmianę stanu majątkowego przedsiębiorstwa. Podstawą zapisów są dowody księgowe. 
Zapis księgowy powinien określać (co najmniej): rodzaj zaszłości ("treść"), datę zaszłości, kwotę, dane identyfikujące dokument będący dowodem księgowym. 
Zapisu dokonuje się równocześnie na co najmniej dwu urządzeniach księgowych:
- w dzienniku, w porządku chronologicznym
- na kontach księgowych, przedmiotowo, zgodnie z dekretacją

Księgowanie jest zadaniem księgowości. 
Wykwalifikowany pracownik księgowości to księgowy. Pracownik pomocniczy, zajmujący się księgowaniem na kontach to kontysta.